# Jun Murakami
Jun Murakami (村上 淳 Murakami Jun?,  Prefectura de Osaka, Japón, 23 de julio de 1973) es un actor y modelo japonés, afiliado a la agencia Decade.

## Biografía
Murakami nació el 23 de julio de 1973 en la prefectura de Osaka, Japón. Comenzó su carrera trabajando como modelo para revistas como Men's Non-no y FineBoys; posteriormente decidió dedicarse también a la actuación. Debutó como actor en 1992, apareciendo en la serie de televisión Alphabet 2/3 de Fuji TV.
En 1996, Murakami contrajo matrimonio con la cantante Ua. El primer y único hijo de la pareja, Nijirō, nació el 17 de marzo de 1997. La pareja se divorció en 2006 y la custodia de su hijo le fue dada a Ua. Su hijo, Nijirō, también es actor y ha actuado junto a su padre en varios proyectos, incluyendo la galardonada película Futatsume no Mado.

## Filmografía

### Series de televisión
| Año  | Título                                                           | Rol                    | Notas          |
| ---- | ---------------------------------------------------------------- | ---------------------- | -------------- |
| 1992 | Alphabet 2/3                                                     |                        |                |
| 1994 | Ariyo Saraba                                                     | Kazuto Yutani          |                |
| 1994 | Maido Gomennasai                                                 | Yōsuke Satonaka        |                |
| 1995 | Rumoi Kōban Nikki                                                |                        |                |
| 1995 | Tatakau Oyome-sama                                               | Kunio Yasuda           |                |
| 1996 | Torikaeru                                                        | Shinya Nakayama        |                |
| 1997 | Matsugae-chō Saga                                                | Shinya Nakayama        |                |
| 1998 | Ten Urara                                                        |                        |                |
| 1998 | Yoshio no Seishun: Tsuge Yoshiharu World                         |                        |                |
| 1999 | Shikujiri Kyōzaburō                                              |                        |                |
| 1999 | Gemini                                                           | Paciente de la clínica |                |
| 2001 | Toto no Sekai                                                    | Akemi Yamagata         |                |
| 2001 | Densetsu no Wani Jake                                            | Shuntarō Chishiya      |                |
| 2002 | Tears: Koi no Yukue                                              |                        |                |
| 2002 | Waga Jinsei Saiaku no Toki                                       | Jōji                   |                |
| 2003 | Suika                                                            | Asalariado             |                |
| 2003 | Lion-sensei                                                      | Gesu                   |                |
| 2004 | Koisuru Kyōto                                                    |                        |                |
| 2005 | Buruu Kanariya                                                   |                        |                |
| 2007 | Sexy Voice and Robo                                              | Kobokura               | Temporada 2    |
| 2007 | Aibō                                                             | Takeru Shōji           | Temporada 6    |
| 2008 | Honey and Clover                                                 | Shūji Hanamoto         |                |
| 2008 | Hoshi Shin'ichi Short Short                                      |                        |                |
| 2010 | Bungō: Nihon Bungaku Cinema                                      | Matiram Misra          | Episodio 4     |
| 2010 | Hagane no Onna                                                   | Makito Kamo            |                |
| 2011 | Tantei X Kara no Chōsen-jō! Special                              |                        |                |
| 2012 | L et M: Watashi ga Anata wo Aisuru Riyū, Sono Hoka no Monogatari | Shin'ichi Tachibana    |                |
| 2012 | Kuniko Mukoda's Innocent                                         | Araki                  | Episodio 4     |
| 2012 | Akai Hanataba                                                    | Shūji Torii            |                |
| 2012 | Hitorishizuka                                                    | Kazumi Omura           |                |
| 2013 | Yae no Sakura                                                    | Hijikata Toshizō       |                |
| 2013 | Neo Ultra Q                                                      | Daisen Kuroki          |                |
| 2013 | Sodom no Ringo: Lotto wo Koroshita Musumetachi                   | Shinji Saeki           |                |
| 2014 | Haikei Irokawa-sensei                                            | Shizuka Ijūin          |                |
| 2014 | Henshin                                                          | Kenzō Kurata           |                |
| 2014 | Botanical Life of Verandar                                       | Renji Tange            | Episodio 9     |
| 2014 | Osoroshi: Mishimaya Henchō Hyakū Monogatari                      | Hombre misterioso      |                |
| 2014 | Hirugao                                                          | Manager                | Episodio 9     |
| 2015 | Botanical Life of Verandar: Ore no Winter Special                | Renji Tange            |                |
| 2015 | 64                                                               | Sei'ichi Mochizuki     |                |
| 2015 | Futagashira                                                      | Yoshi                  |                |
| 2015 | Shimeshi                                                         | Ren'ichi Terayashiki   | Principal      |
| 2016 | Botanical Life of Verandar 3                                     | Renji Tange            |                |
| 2016 | Josei Sakka Mysteries Utsukushiki Mittsu no Uso                  | Detective              |                |
| 2016 | Night Hero Naoto                                                 | Ashikaga               | Episodios 9-11 |
| 2016 | Haikei, Minpaku-sama                                             | Tatsunari Ikemoto      |                |
| 2017 | Gin to Kin                                                       | Masashi Fubada         |                |
| 2017 | Yamada Takayuki no Cannes Kokusai Eigasai                        | Él mismo               |                |
| 2017 | Thrill!: Aka no Shō                                              | Yūsaku Tadokoro        |                |
| 2017 | Hokuto: Aru Satsujinsha no Kaishin                               | Yoshitaka Hashizume    |                |
| 2017 | Bouncer                                                          | Tsuyoshi Kurabuchi     |                |
| 2017 | Izakaya Fuji                                                     | Shunsuke Kudō          |                |
| 2017 | Wani to Kagegisu                                                 | Naoya Togane           |                |
| 2017 | Zenryoku Shissō                                                  | Tsuyoshi Kongōji       |                |
| 2017 | Machikouba no Onna                                               | Takashi Hasegawa       |                |
| 2017 | Fringe Man                                                       | Kai Morio              | Episodio 11    |
| 2018 | Denei Shojo: Video Girl AI 2018                                  | Kōji Shimizu           |                |
| 2018 | Ashita e no Chikai                                               | Shin'ichi Murata       |                |
| 2018 | 60 Gohan Taisakushitsu                                           | Shintarō Nishijima     |                |
| 2018 | Akuma ga Kitarite Fue wo Fuku                                    | Toshihiko Shingū       |                |
| 2018 | Good Doctor                                                      | Shūji Ōishi            | Episodio 4     |
| 2018 | Boku to Shippo to Kagurazaka                                     | Shin'ichi Tashiro      |                |
| 2018 | Kono Koi wa Tsumi na no ka!?                                     | Hiroto Yūki            |                |
| 2018 | Cold Case: Shinjitsu no Tobira 2                                 | Tomoya Kimura          | Episodio 9     |
| 2019 | Designer Shibui Naoto no Kyūjitsu                                | Rukani Kani            |                |
| 2019 | Iryū Sōsa                                                        | Tsuyoshi Himeno        |                |
| 2019 | Heisei Monogatari 2                                              | Gerente                |                |
| 2019 | Two Weeks                                                        | Shunji Murooka         | Episodio 5     |
| 2020 | Bōkyaku no Sachiko                                               | Ranka Mishu            |                |
| 2020 | Hamura Akira: Sekai de Mottemo Fūnna Tantei                      | Tsutomu Ikuzawa        | Episodio 1     |
| 2020 | 24 Japan                                                         | Andre Hayashi          |                |
| 2020 | Enmadō Sara no Suiri Kitan                                       | Kenji Takebe           | Episodio 6     |

### Películas
| Año  | Título                                                                                                  | Rol                   | Notas |
| ---- | --- | --------------------- | ----- |
| 1992 | Mirai no Omoide: Last Christmas                                                                         |                       |       |
| 1993 | Purupuru Tenshi Teki Kyūjitsu                                                                           |                       |       |
| 1995 | Migi Muke Hidari Jieitai e Ikou                                                                         |                       |       |
| 1995 | Voyeur                                                                                                  | Smile                 |       |
| 1995 | Hito de Nashi no Koi                                                                                    |                       |       |
| 1996 | Arigatō                                                                                                 |                       |       |
| 1997 | Bounce Ko Gals                                                                                          | Sap                   |       |
| 1998 | Genki no Kamisama                                                                                       |                       |       |
| 1998 | Nazo no Flying Saucer Fake or Love?                                                                     |                       |       |
| 1999 | Nazo no Flying Saucer Fake or Love? 2                                                                   |                       |       |
| 1999 | Rainbow                                                                                                 |                       |       |
| 1999 | Tenshi ni Misute Rareta Yoru                                                                            |                       |       |
| 1999 | trancemission                                                                                           |                       |       |
| 1999 | Dead Beat                                                                                               |                       |       |
| 1999 | Sōseiji                                                                                                 | Joven                 |       |
| 1999 | Jubaku: Spellbound                                                                                      |                       |       |
| 1999 | Nabi no Koi                                                                                             |                       |       |
| 2000 | Shiki-Jitsu                                                                                             |                       |       |
| 2000 | New Battles Without Honor and Humanity                                                                  |                       |       |
| 2001 | Ningen no kuzu                                                                                          | Seijuro Sakamoto      |       |
| 2001 | Desert Moon (Tsuki no sabaku)                                                                           |                       |       |
| 2001 | Stereo Future                                                                                           | Shikake-ya no Yano    |       |
| 2001 | Red Shadow                                                                                              | Aokage                |       |
| 2001 | Konsento                                                                                                |                       |       |
| 2002 | Blue |                       |       |
| 2002 | Border Line                                                                                             | Kurosawa              |       |
| 2002 | Filament                                                                                                | Takuji                |       |
| 2002 | Hotel Hibiscus                                                                                          |                       |       |
| 2002 | A Woman's Work                                                                                          | Hiroki                |       |
| 2003 | 17-sai                                                                                                  |                       |       |
| 2003 | Fune o oritara kanojo no shima                                                                          | Mitsuo                |       |
| 2003 | Pierce LOVE HATE                                                                                        |                       |       |
| 2003 | SF Short Films                                                                                          |                       |       |
| 2003 | Vibrator (Vaiburêta)                                                                                    |                       |       |
| 2004 | Out of This World                                                                                       |                       |       |
| 2004 | Cutie Honey                                                                                             | Seiji Hayami          |       |
| 2004 | 69 | Yakuza                |       |
| 2004 | L'amant                                                                                                 | B                     |       |
| 2005 | Into a Dream                                                                                            |                       |       |
| 2005 | Zoo |                       |       |
| 2005 | Desire (Yokubo)                                                                                         | Masami Akiba          |       |
| 2006 | Voice of Dog (Inugoe)                                                                                   |                       |       |
| 2006 | Colors                                                                                                  | Shuji                 |       |
| 2006 | Have a Nice Day (Havu a, naisu dê)                                                                      |                       |       |
| 2006 | Humoresque: Sakasama no chou                                                                            |                       |       |
| 2008 | Nanayo                                                                                                  |                       |       |
| 2008 | Wakuraba Nagarete (The Rolling Stone)                                                                   |                       |       |
| 2008 | Sweet Rain: Accuracy of Death                                                                           | Aoyama                |       |
| 2008 | Shiawase (The Happiness)                                                                                |                       |       |
| 2009 | Zen |                       |       |
| 2009 | Nonchan Noriben (Noriben - The Recipe for Fortune)                                                      | Kawaguchi Takeo       |       |
| 2009 | Counterfeit (Nisesatsu)                                                                                 | Kiyota Hashimoto      |       |
| 2010 | All to the Sea (Subete wa umi ni naru)                                                                  |                       |       |
| 2010 | Sword of Desperation                                                                                    | Tabu Ukyou            |       |
| 2010 | Heaven's Story                                                                                          | Kaijima               |       |
| 2010 | The Wife of Gegege (Gegege no Nyobo)                                                                    | Shiro Kanauchi        |       |
| 2010 | Shin-san Tankoumachi no Serenade                                                                        | Norio Sudo            |       |
| 2010 | Sketches of Kaitan City                                                                                 |                       |       |
| 2010 | The Lightning Tree (Raiou)                                                                              | Rokurouhutoshi Ikanai |       |
| 2011 | Yakuza Weapon                                                                                           | Tetsu                 |       |
| 2011 | Three Points (Suri pointo)                                                                              |                       |       |
| 2011 | The Egoists (Keibetsu)                                                                                  | Ito                   |       |
| 2011 | Household X (Kazoku X)                                                                                  | Conductor Nosaki      |       |
| 2011 | DOG x POLICE: The K-9 Force (DOG x POLICE: Junpaku no Kizuna)                                           | Satoru Takekiyo       |       |
| 2011 | The Depths                                                                                              | Morimoto              |       |
| 2012 | Himizu                                                                                                  | Tanimura              |       |
| 2012 | Isn't Anyone Alive?                                                                                     | Yama                  |       |
| 2012 | The Land of Hope                                                                                        | Yoichi Ono            |       |
| 2012 | Bakugyaku Familia                                                                                       | Ken Igarashi          |       |
| 2012 | Our Homeland                                                                                            | Joon-Ho               |       |
| 2012 | A Road Stained Crimson                                                                                  | Akira                 |       |
| 2012 | Playback                                                                                                | Haji                  |       |
| 2013 | A Woman and War                                                                                         | Ohira                 |       |
| 2013 | Monster (Monsuta)                                                                                       | Sakimura              |       |
| 2013 | Crying 100 Times: Every Raindrop Falls                                                                  | Nagumo                |       |
| 2013 | Touching The Skin Of Eeriness (Bukimi na Mono no Hada ni Sawaru)                                        | Moto                  |       |
| 2014 | Oh! Father                                                                                              | Mamoru                |       |
| 2014 | Still the Water                                                                                         | Atsushi               |       |
| 2014 | Shanti Days 365 Days, Happy Breath (Shanti Deizu 365 Nichi, Shiawasena Kokyu)                           | Umenosuke             |       |
| 2014 | Kabukicho Love Hotel (Sayonara Kabukicho)                                                               | Kagehisa Amemiya      |       |
| 2015 | Grasshopper (Gurasuhoppa)                                                                               | Iwanishi              |       |
| 2015 | That's It (Soredake)                                                                                    | Rakuhiko Inogami      |       |
| 2015 | Shinjuku Swan (Shinjuku Swan Kabukicho Skauto Sabaibaru)                                                | Tokimasa              |       |
| 2015 | Chokolietta                                                                                             | Shuichi Miyanaga      |       |
| 2015 | The Furthest End Awaits (Saihate nite - Kakegae no Nai Basho)                                           | Toshio Shimizu        |       |
| 2016 | Sun (Taiyo)                                                                                             | Katsuya Okudera       |       |
| 2017 | Shinjuku Swan II                                                                                        | Tokimasa              |       |
| 2017 | Policeman and Me                                                                                        | Seiichi Motoya        |       |
| 2017 | Moon and Lightning                                                                                      | El padre de Yasuko    |       |
| 2017 | Amy Said (Eimiisetsudo)                                                                                 | Goro Togura           |       |
| 2018 | Blank 13                                                                                                |                       |       |
| 2018 | Dynamite Graffiti                                                                                       | Shigeyoshi            |       |
| 2018 | My Friend "A"                                                                                           | Yuuzai                |       |
| 2018 | Punk Samurai Slash Down (Panku Samurai Kirarete Soro)                                                   | Gosenro Manabe        |       |
| 2018 | It's Boring Here, Pick Me Up                                                                            | Suga                  |       |
| 2019 | When My Mom Died, I Wanted to Eat Her Ashes (Haha o Nakushita Toki, Boku wa Ikotsu o Tabetai to Omotta) | Yuichi                |       |
| 2019 | Aircraft Carrier Ibuki                                                                                  | Kazuhisa Nakane       |       |
| 2019 | According to Our Butler                                                                                 | Kiriyama              |       |
| 2019 | They Say Nothing Stays the Same                                                                         | Comerciante           |       |
| 2019 | We Are Little Zombies (Wî â Ritoru Zonbîzu)                                                             | Rintaro Takemura      |       |
| 2019 | 21st Century Girl (21 seiki no onna no ko)                                                              |                       |       |
| 2019 | Haruka's Pottery (Haruka no Sue)                                                                        | Wakatake Shin         |       |
| 2019 | First Love                                                                                              | Ichikawa              |       |
| 2019 | Silent Rain (Shizukana ame)                                                                             |                       |       |
| 2020 | Nōten Paradise                                                                                          | Policía               |       |
| 2020 | Mio's Cookbook                                                                                          | Ukichi                |       |
| 2021 | A Girl on the Shore                                                                                     | El padre de Keisuke   |       |
| 2021 | Every Trick in the Book                                                                                 | Yamashita             |       |
| 2021 | Owari ga Hajimari (The End is Beginning)                                                                |                       |       |
| 2022 | Pure Japanese                                                                                           | Senda                 |       |
| 2022 | You've Got a Friend                                                                                     | Yoshio Yoshida        |       |
| 2022 | Tombi: Father and Son                                                                                   | Murata                |       |
| 2022 | Shimamori                                                                                               | Taizō Arai            |       |
| 2022 | Hell Dogs                                                                                               | Banken                |       |
| 2022 | Silent Parade (Chinmoku no Parade)                                                                      | Kanichi Hasunuma      |       |
| 2022 | 2 Women (Achira ni iru oni)                                                                             | Hata                  |       |
| 2023 | My (K)night                                                                                             | Hiroki                |       |
| 2024 | Sin and Evil (Tsumi to Aku)                                                                             | Shimizu               |       |
| 2025 | Seaside Serendipity                                                                                     | Ken                   |       |
| 2026 | Busshi                                                                                                  | Kazunari Kondo        |       |